# Adelphomyia
Adelphomyia es un género de dípteros nematóceros perteneciente a la familia Limoniidae.

## Especies
- Contiene las siguientes especies:
- A. acicularis (Alexander, 1954)
- A. apoana Alexander, 1931
- A. basilobula (Alexander, 1968)
- A. biacus (Alexander, 1954)
- A. breviramus (Alexander, 1924)
- A. caesiella (Alexander, 1929)
- A. carbonicolor Alexander, 1931
- A. discalis (Alexander, 1936)
- A. excelsa (Alexander, 1928)
- A. ferocia (Alexander, 1935)
- A. flavella (Alexander, 1920)
- A. luzonensis Alexander, 1931
- A. macrotrichiata (Alexander, 1923)
- A. otiosa (Alexander, 1968)
- A. paucisetosa Alexander, 1931
- A. pilifer (Alexander, 1919)
- A. platystyla (Alexander, 1928)
- A. prionolaboides (Alexander, 1934)
- A. punctum (Meigen, 1818)
- A. rantaizana (Alexander, 1929)
- A. reductana (Alexander, 1941)
- A. saitamae (Alexander, 1920)
- A. satsumicola (Alexander, 1930)
- A. simplicistyla (Alexander, 1940)